# Глущенко Богдан Миколайович
Глущенко Богдан Миколайович
Народився 15 червня 1985 року в смт Срібне на Чернігівщині. У 1995 році
родина переїхали до с. Борщів Баришівського району (нині Броварського
району).
Після закінчення Волошинівської ЗОШ навчався в Національній
академії державної податкової служби України (2002—2006), де здобув повну
вищу освіту за спеціальністю «Правоохоронна діяльність» та кваліфікацію
юриста.
Упродовж тривалого часу працював у Державній податковій службі України
на посаді оперуповноваженого відділу акцизу, контрабанди та підпільних
цехів, був лейтенантом податкової поліції.
Пізніше став приватним
підприємцем у сфері управління нерухомим майном, суборенди приміщень.
Був депутатом Волошинівської сільської ради кількох скликань.
На початку повномасштабного вторгнення рф добровільно пішов до
військкомату в м. Борисполі та приєднався до лав ЗСУ.
Служив на посаді
старшого водія стрілецького відділення стрілецького взводу стрілецької роти.
За проявлену мужність нагороджений почесним нагрудним знаком
Головнокомандувача Збройних Сил України «Сталевий хрест», відзначений
нагрудним знаком «За взірцевість у військовій службі» ІІІ ступеня.
Загинув 21 травня 2024 року внаслідок обстрілу зі стрілецької зброї під час
бойових дій у районі населеного пункту Стариця Вовчанської міської
територіальної громади Чугуївського району Харківської області.
Похований у с. Кучаків Бориспільської громади на Київщині.